# Jim Brown
Jim Brown, all'anagrafe  James Nathaniel Brown (St. Simons, 17 febbraio 1936 – Los Angeles, 18 maggio 2023), è stato un giocatore di football americano, attore e filantropo statunitense, famoso per la sua straordinaria carriera da record come running back dei Cleveland Browns della National Football League dal 1957 al 1965.
Nel 2002 Brown fu nominato da Sporting News il più grande giocatore di football professionistico della storia. È considerato uno dei migliori atleti mai prodotti dalla storia dello sport professionistico statunitense.
Jim Brown fu anche impegnato nel sociale, lavorando con i bambini delle zone più malfamate di Los Angeles attraverso il programma Amer-I-Can, da lui fondato nel 1988.

## Biografia

### Carriera sportiva
Jim Brown si fece notare fin dalle scuole superiori per la sua versatilità, mettendosi in luce soprattutto nel football americano ma praticò anche la pallacanestro, il baseball, il lacrosse e l'atletica leggera.
Negli anni universitari, alla Syracuse University, mantenne questo carattere di sportivo poliedrico, classificandosi più volte tra i primi nelle statistiche delle squadre nei diversi sport. Brown è tuttora uno dei pochi atleti ad essere stati ammessi a far parte sia della College Football Hall of Fame che della College Lacrosse Hall of Fame.

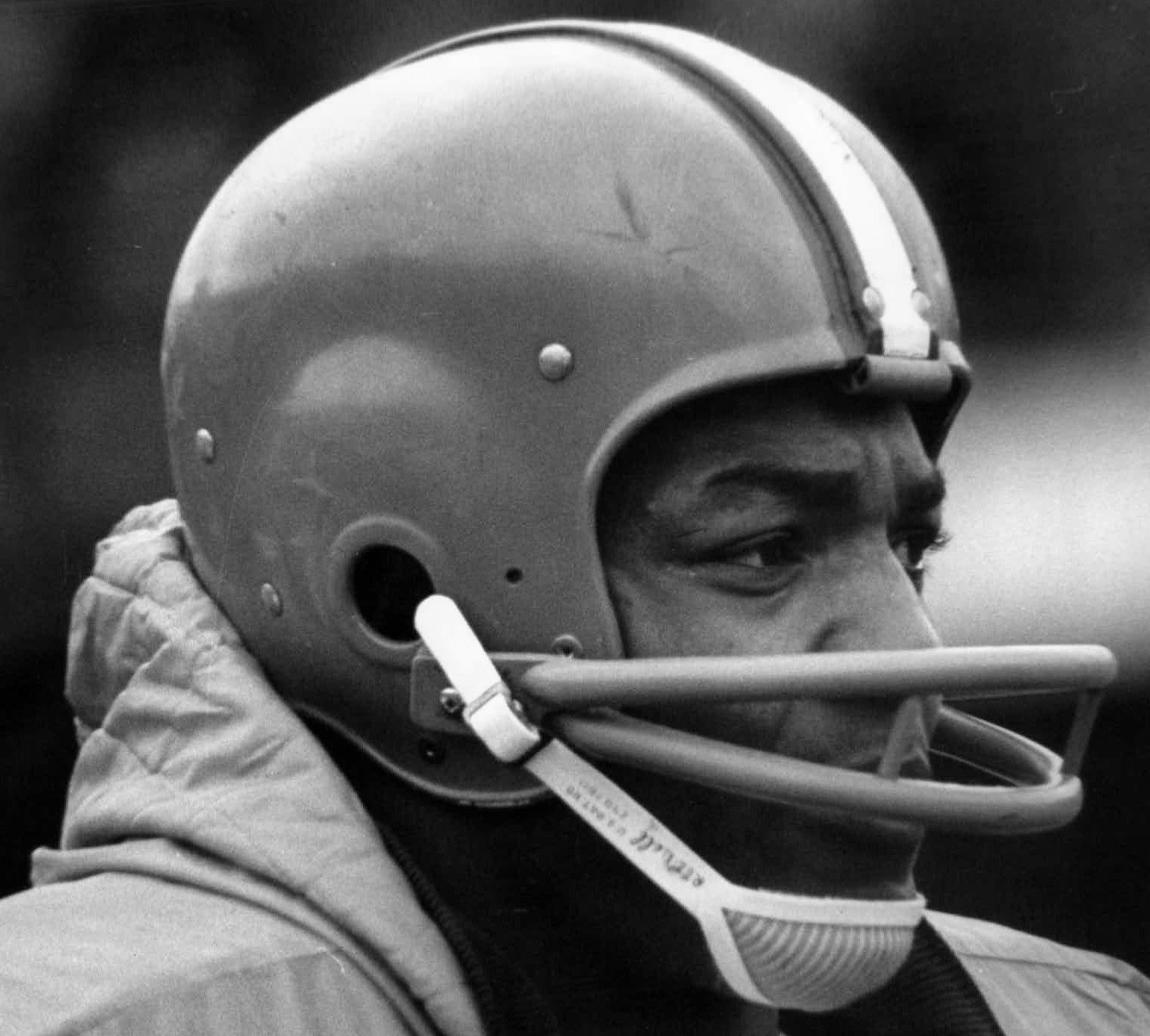
Brown durante gli anni a Cleveland.

Brown fu scelto nel primo giro del Draft NFL 1957 dai Cleveland Browns. Nel corso della sua carriera stabilì i record NFL per yard corse in una stagione (1.863 nel 1963), yard corse in carriera (12.312 yard), touchdown segnati su corsa in carriera (106), touchdown totali segnati (126), e yard totali conquistate (15.549).
Fu il primo giocatore della storia a raggiungere il muro dei cento touchdown, e tuttora uno dei pochi ed esserci riuscito, malgrado la stagione regolare sia stata ampliata a 16 partite dal 1978 (le prime 4 stagioni di Brown furono da sole 12 partite, le ultime 5 da 14). Il record di 100 touchdown segnati da Brown in 93 gare resistette finché LaDainian Tomlinson non segnò la stessa cifra in 89 gare durante la stagione 2006.
Brown detiene il record per aver guidato la NFL in yard totali in 5 diverse stagioni (1958-1961, 1964) ed è l'unico giocatore della storia della lega ad avere concluso la carriera con una media di oltre 100 yard corse a partita. Brown fu anche un ottimo ricevitore, ricevendo 262 passaggi per 2.499 yard e altri 20 touchdown. Jim fu convocato per il Pro Bowl in ogni stagione disputata, segnando tre touchdown nel Pro Bowl che fu l'ultima gara della sua carriera. Le 6 gare di Brown con almeno 4 touchdown rimangono un record NFL, al secondo posto si trovano LaDainian Tomlinson e Marshall Faulk con 5 gare da 4 touchdown.

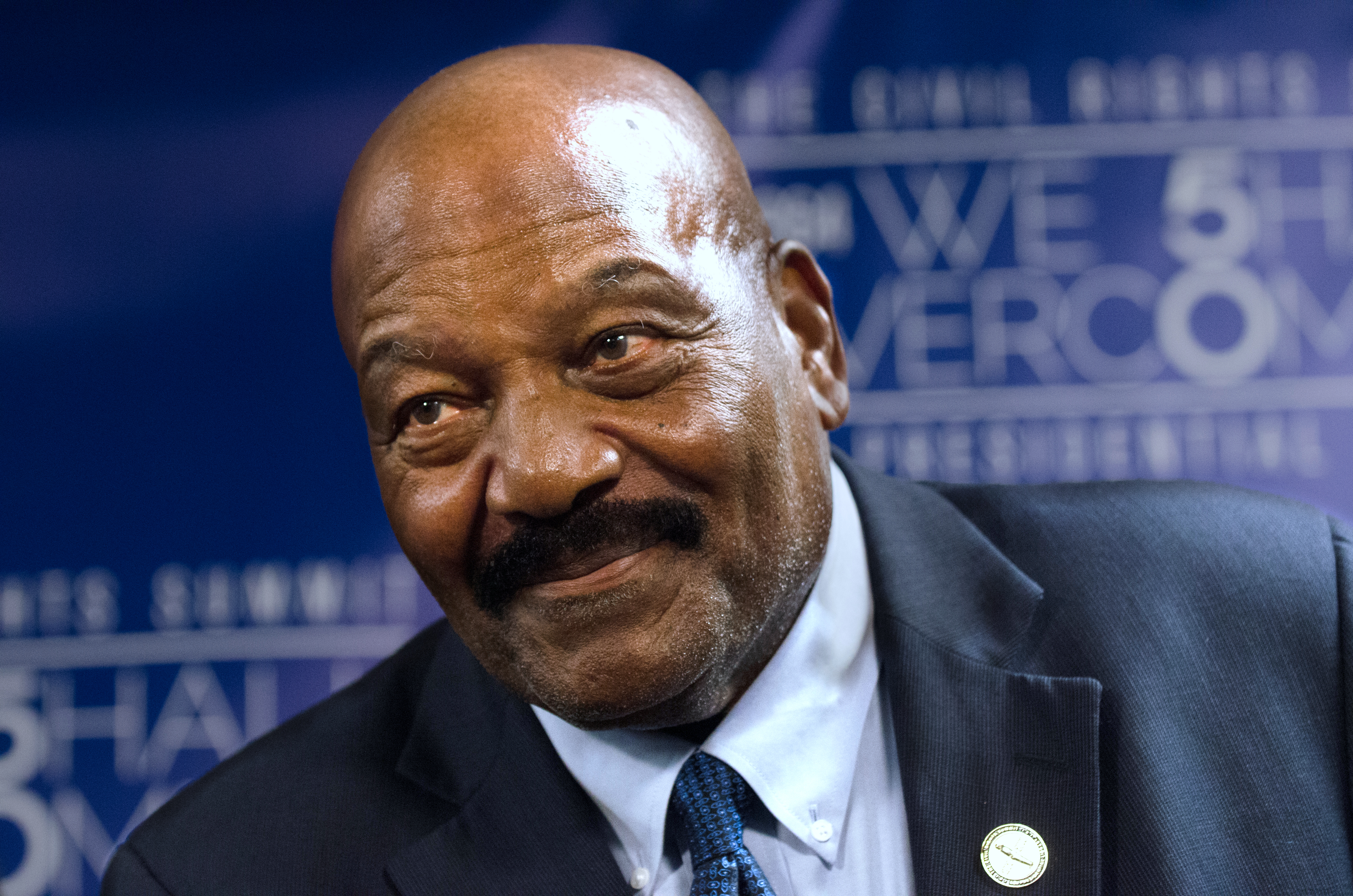
Brown nel 2014.

Le 1.863 yard corse da Brown nella stagione 1963 rimangono il record di franchigia di Cleveland. Attualmente è il più vecchio record di franchigia per yard corse di tutte le 32 squadre della NFL. Malgrado alcuni dei suoi primati siano stati superati, lo stile di gioco di Brown va misurato oltre i dati statistici. Egli era estremamente difficile da placcare (testimoniato dalle sue 5,2 yard a corsa), richiedendo spesso più di un giocatore per bloccarlo.
Forse l'impresa più straordinaria fu il fatto che Jim Brown stabilì tutti questi primati pur non avendo più giocato dopo l'età di 29 anni. Brown si ritirò infatti dopo otto stagioni, in confronto alle 14 dell'attuale leader di tutti i tempi per yard corse, Emmitt Smith, rimanendo tuttavia nono nella classifica. Brown è ancora il primatista di tutti i tempi dei Browns per yard corse in carriera.

### Carriera da attore
Già durante la sua attività agonistica, Jim Brown aveva iniziato una parallela attività di attore, esordendo nel 1964 nel film Rio Conchos. Gli impegni sul set furono in qualche modo la causa che pose termine alla sua carriera nel football: Brown decise infatti il suo ritiro a seguito dei contrasti con il proprietario dei Cleveland Browns, che pretendeva la sua partecipazione al ritiro estivo della squadra, impedendogli di concludere le riprese del film Quella sporca dozzina (1967).
Tra gli altri film girati da Jim Brown, si ricordano Buio oltre il sole (1967), Base artica Zebra (1968), El Condor (1970), Un duro al servizio della polizia (1973), L'implacabile (1987), Mars Attacks! (1996), Ogni maledetta domenica (1999), oltre alle diverse partecipazioni a serie televisive quali Supercar, un episodio in due parti, CHiPs e altre.

### Morte
Morì improvvisamente nel 2023, a 87 anni, nella propria casa.

## Vita privata
Si sposò due volte. Dalla prima moglie ebbe tre figli, tra cui una coppia di gemelli. Divorziò e dopo molti anni passò a nuove nozze. La seconda moglie, con la quale era ancora sposato al momento del decesso, gli diede altri due figli.

## Palmarès

### Franchigia
- Campionati NFL : 1

Cleveland Browns: 1964

### Individuale
- MVP della NFL: 3

1957, 1958, 1965
- Convocazioni al Pro Bowl: 9

1957, 1958, 1959, 1960, 1961, 1962, 1963, 1964, 1965
- First-team All-Pro: 8

1957, 1958, 1959, 1960, 1961, 1962, 1963, 1964, 1965
- MVP del Pro Bowl: 3

1961, 1962, 1965
- Leader della NFL in yard corse: 8 (record)

1957, 1958, 1959, 1960, 1961, 1963, 1964, 1965
- Formazione ideale della NFL degli anni 1960
- Club delle 10.000 yard corse in carriera
- Classificato al #2 tra i migliori cento giocatori di tutti i tempi da NFL.com
- Formazione ideale del 75º anniversario della National Football League
- Formazione ideale del 100º anniversario della National Football League
- Numero 32 ritirato dai Cleveland Browns
- Pro Football Hall of Fame (1971)
- College Football Hall of Fame
- Lacrosse Hall of Fame

## Filmografia parziale

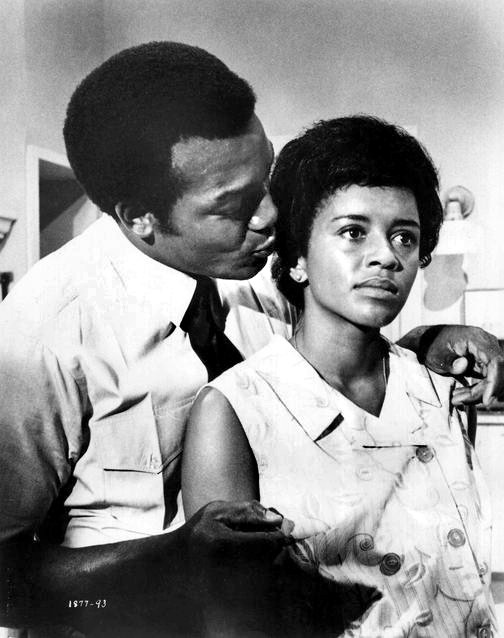
Brown e Janet MacLachlan in Tick... tick... tick... esplode la violenza (1970)

### Cinema
- Rio Conchos, regia di Gordon Douglas (1964)
- Quella sporca dozzina (The Dirty Dozen), regia di Robert Aldrich (1967)
- Buio oltre il sole (The Mercenaires), regia di Jack Cardiff (1967)
- I sei della grande rapina (The Split), regia di Gordon Flemyng (1968)
- El Verdugo (100 Rifles), regia di Tom Gries (1969)
- Base artica Zebra (Ice Station Zebra), regia di John Sturges (1968)
- Tick... tick... tick... esplode la violenza (...tick...tick...tick...), regia di Ralph Nelson (1970)
- El Condor, regia di John Guillermin (1970)
- Slaughter - Uomo mitra (Slaughter), regia di Jack Starrett (1972)
- Un duro al servizio della polizia (Slaughter's Big Rip-Off), regia di Gordon Douglas (1973)
- La parola di un fuorilegge... è legge! (Take a Hard Ride), regia di Antonio Margheriti (1975)
- L'uomo di Santa Cruz (Kid Vengeance), regia di Joseph Manduke (1977)
- Rapsodia per un killer (Fingers), regia di James Toback (1978)
- L'implacabile (The Running Man), regia di Paul Michael Glaser (1987)
- Mars Attacks!, regia di Tim Burton (1996)
- He Got Game, regia di Spike Lee (1998)
- Ogni maledetta domenica - Any Given Sunday (Any Given Sunday), regia di Oliver Stone (1999)
- Lei mi odia (She Hate Me), regia di Spike Lee (2004)
- Animal - Il criminale (Animal), regia di David J. Burke (2005)

### Televisione
- Le spie (I Spy) – serie TV, episodio 2x28 (1967)
- Supercar (Knight Rider) – serie TV, episodi 3x01-3x02 (1984)
- Soul Food – serie TV, 4 episodi (2004)

## Doppiatori italiani
Nelle versioni in italiano delle opere in cui ha recitato, Jim Brown è stato doppiato da:
- Ferruccio Amendola in Quella sporca dozzina, Buio oltre il sole, I sei della grande rapina, El Verdugo, Base Artica Zebra
- Glauco Onorato in Rio Conchos, La parola di un fuorilegge... è legge!, Mars Attacks!, Ogni maledetta domenica - Any Given Sunday
- Sergio Rossi ne La rivolta
- Adalberto Maria Merli in El Condor
- Sergio Fiorentini in He Got Game
- Saverio Moriones in On the Edge
- Franco Zucca in Lei mi odia
- Renato Mori in Sucker Free City